# سبخة بوجمل (مدنين)
سبخة بوجمل هي سبخة تقع في ولاية مدنين من الجنوب التونسي، شمال غربي مدينة بنقردان وشرق بحيرة البيبان.
| سبخة بوجمل |